# 소년 점프+
소년 점프+(일본어:  少年ジャンプ+  쇼넨 잔푸 푸라스[*])는 《주간 소년 점프》로 유명한 슈에이샤가 운영하는 일본의 출판 만화 전자책 및 웹 만화 사이트다. 2014년 9월 22일에 시작한 이 사이트는 모바일 앱 및 웹사이트로 운영한다. 소년 점프+라는 이름을 하고 있지만 소년 만화 외에도 여성과 성인을 대상으로 한 만화도 제공하고 있다. 이 사이트는 소년 점프+의 오리지널 만화 외에도 《주간 소년 점프》에서 연재하는 만화의 디지털판을 제공하기도 한다. 《파이어 펀치》, 《종말의 하렘》, 《저 너머의 아스트라》, 《SPY×FAMILY》 등의 만화를 제공한다.
일본 이외의 지역에서는 Manga Plus라는 이름의 사이트에서 영어판 만화를 제공한다. 2023년에 소년 점프+에 연재 중인 만화를 전세계에 동시 출시 예정이다.
점프 LIVE를 전신으로 하며, 점프 BOOK마트 웹 기능을 흡수하고 발표한 만화 잡지 앱이다. 매일 여러 작품의 웹코믹을 배포하고 본지 《주간 소년 점프》의 만화의 전자책을 판매하고 있다. iOS와 안드로이드에 스마트폰용 앱을 제공한다. 매일 여러 작품의 웹 만화를 무료로 제공하고 본지의 디지털판 판매도 하고 있다.

## 역사

### 출시 전
슈에이샤의 《주간 소년 점프》는 1990년대에 최고 주간 부수인 653만 부에 도달했지만 이후 인쇄 매체 산업의 전반적인 쇠퇴로 인해 독자 수가 꾸준히 감소했다. 이에 대한 대응으로 슈에이샤는 더 많은 사람들에게 다가가기 위해 디지털 배급로 눈을 돌렸다.
《주간 소년 점프》의 무료 디지털판은 2011년 동일본 대진재로 인해 배송 및 유통 라인이 피해를 받은 후에 발행되었다. 당시에는 인쇄본 발행과 작업 흐름이 다르기 때문에 디지털 잡지 발행이 어려웠다. 2012년, 슈에이샤는 온라인 서점 앱인 점프 북 스토어를 출시했는데, 이는 약간의 상업적 성공을 거두었고 소년 점프+의 영감이 되었다.
2013년 슈에이샤는 온라인 만화 플랫폼 점프 LIVE를 런칭했다. 해당 앱은 3주 만에 100만 회 이상 다운로드되었지만 편집부는 콘텐츠가 너무 많고 무료 콘텐츠와 유료 콘텐츠를 구분하기 어렵다고 판단했다. 결국 슈에이샤는 플랫폼을 중단했다. 그럼에도 온라인 플랫폼을 런칭한 경험은 소년 점프+ 출시에 회사에 도움이 되었다.

### 출시 후
소년 점프+는 2014년 9월 22일에 30개 이상의 만화 시리즈로 출시되었으며 《엘드라이브》와 같은 만화들이 점프 LIVE에서 이적했다. 《주간 소년 점프》의 디지털 버전은 소년 점프+에서 호당 300엔 또는 월 900엔에 구입할 수 있다. 소년 점프+는 이름과는 달리 소년 만화 외에도 여성 독자를 대상으로 하는 시리즈를 제공한다.
《주간 소년 점프》와 비교할 때 소년 점프+에 게시된 작품은 노골적인 콘텐츠에 대해 더 느슨한 편집 제한이 적용된다. 소년 점프+의 편집장인 호시노 슈헤이에 따르면 주간 활성 사용자 수가 2016년 4월과 5월 사이에 110만 명에서 130만 명으로 증가했다. 호시노는 《파이어 펀치》와 《종말의 하렘》의 출시가 사용자의 증가를 촉진했다고 말했다. 둘 다 《주간 소년 점프》에서 허용되지 않는 성과 폭력에 대한 묘사가 포함되어 있다. 2017년부터 츠츠이 타이시의 《우리는 공부를 못해》, 후지모토 타츠키의 《체인소 맨》, 하토무네 츠룬의 《미타마 시큐리티》와 같은 《주간 소년 점프》에서 연재했던 만화가들의 작품을 연재하기 시작했다.
2019년은 플랫폼에게 확기적인 해였다. 2019년 새로운 만화인 《SPY×FAMILY》는 많은 사용자, 특히 여성 사용자를 앱으로 끌어들였다. 연재를 시작한 후 여성 사용자의 비율은 5% 증가한 반면 남성 사용자는 60-65%였다. 2019년에 《저 너머의 아스트라》는 애니메이션화 되었으며 《왼손잡이 에렌》은 TV 드라마화 되었다. 둘 다 소년 점프+의 오리지널 작품이다. 또한 오리지널 작품이 큰 상을 받기 시작했다. 《저 너머의 아스트라》는 제12회 만화대상를 수상하여 웹 코믹 최초로 수상했다.
2020년 COVID-19 범유행으로 인해 소년 점프+의 일부 작품이 수정된 일정으로 게시되었다.. 2020년 7월 소년 점프+의 편집부가 디지털 개발 제안을 모집하기 위해 '점프 디지털 라보'라는 웹사이트를 개설했다. 2020년 7월부터 연재되고 있는 《괴수 8호》는 2020년 10월에 3000만 조회수를 획득하여 소년 점프+에서 가장 빠른 기록을 세웠다.
2020년 12월 14일, 이전에 《주간 소년 점프》에서 연재되었던 《체인소 맨》의 제2부가 소년 점프+에서 연재될 것이라고 발표되었다.